# Bund (Shanghai)
 For alternative betydninger, se Bund. (Se også artikler, som begynder med Bund)
The Bund (traditionelt kinesisk: 外灘, forenklet kinesisk: 外滩, pinyin: Wàitan) er den mest berømte gade og strandpromenade i Shanghai i Folkerepublikken Kina. The Bund ligger i det centrale bydistrikt Huangpu, og strækker sig i retning nord-syd langs Huangpu-floden, en biflod til den mægtige Yangtze.
The Bund tilhørte fra og med 1800-tallets sidste halvdel og til kommunisternes magtovertagelse i Kina og Folkerepublikken Kinas grundlæggelse den 1. oktober 1949 for det meste den britiske koloni i Shanghai. Under 2. verdenskrig var også denne del af byen besat af Japan.
Langs The Bund findes et antal meget kendte bygninger i nyklassisk stil, bl.a. Peace Hotel, HSBC-bankens gamle hovedkontor og Shanghais koloniale toldkontor. De fleste af disse bygninger er i dag beskyttede som historisk bevaringsværdige.
Ved gadens endepunkt i nord ligger den lille Huangpuparken, en af byens ældste. Den er blevet kendt for et angivelig opslag som forbød kinesere og hunde adgang. Helt rigtigt er dette dog ikke. Teksten No dogs and Chinese are allowed var ikke at finde. Derimod stod der i parkregulativet at The Gardens are reserved for the foreign community, og længere nede: No dogs and bicycles are admitted.

## Etymologi
Ordet bund betyder et dige eller en digeopbygget kaj. Ordet kommer fra hindi/urdu band, som er af persisk oprindelse og betyder dige eller dæmning. I kinesiske havne blev det på engelsk især anvendt som betegnelse for de opførte kajanlæg langs flodbredderne.
Det er mange steder i Indien, Kina og Japan, som blev kaldt for bund på engelsk (som for eksempel The Yokohama Bund). Men selve kortformen The Bund benyttes næsten udelukkende om den i Shanghai.